# 손상미
손상미(1977년 8월 12일 ~ )는 대한민국의 가수이면서 사업가(Korean Cosmetic)다. 

## 학력
- 청주여자상업고등학교 졸업
- 주성대학 실용음악학과 전문학사

## 음반 목록
정규 음반
- 《헤라의 질투》 (1998): 이 노래에 수록된 〈헤라의 질투〉는 2005년에 발표한 음반에 리메이크 곡으로 다시 수록되었다.
- 《킹카》 (1998)
- 《Son (孫)》 (2005)
- 2집앨범《No Make up》
- 2집앨범《난》
- 《사랑하게될까봐》
- 트로트《쌈바 쌈바》